# Sail-sous-Couzan
 Sail-sous-Couzan  es una población y comuna francesa, situada en la región de Ródano-Alpes, departamento de Loira, en el distrito de Montbrison y cantón de Saint-Georges-en-Couzan.

## Lugares y monumentos
- Castillo de Couzan, del siglo XIII.

- Iglesia, del siglo XI.

## Demografía
| 1501 | 1544 | 1420 | 1294 | 1068 | 983 |
| Para los censos de 1962 a 1999 la población legal corresponde a la población sin duplicidades (Fuente: INSEE [Consultar]) |      |      |      |      |     |